# سیارک ۶۸۹۸
سیارک ۶۸۹۸ (به انگلیسی: 6898 Saint-Marys، نامگذاری:1988LE) شش هزار و هشتصد و نود و هشتمین سیارک کشف شده‌است که در ۸ ژوئن ۱۹۸۸ کشف شد.